# آن سگ
آن سگ (That Dog) یک گروه راک مستقر در لس آنجلس است که در سال ۱۹۹۲ تشکیل شد و در سال ۱۹۹۷ منحل شد و در سال ۲۰۱۱ دوباره شکل گرفت. گروه در ابتدا متشکل از آنا وارونکر خواننده و گیتار اصلی، ریچل هدن گیتار باس و آواز، خواهرش پترا هادن ویولن و آواز و تونی ماکسول درامز بود.
خواننده اصلی آنا وارونکر دختر غول صنعت ضبط لنی وارونکر و خواننده دونا لورن و خواهر درامر جوی وارونکر از بک، آر.ئی.ام. و اتمز فور پیس است. او با استیو مک دونالد از گروه رد کراس ازدواج کرده‌است. پترا و ریچل هدن دختران بیسیست جاز چارلی هادن هستند.